# Metropolis (Nederlands televisieprogramma)
Metropolis is een buitenlandprogramma dat sinds 4 april 2008 wordt uitgezonden op NPO 2. In eerste instantie gemaakt door de VPRO en vanaf 2022 door HUMAN. Het is een multimediaproject waarbij lokale correspondenten (jonge filmmakers) wereldwijd een inkijk geven in hun leven, hun land, hun nieuws en hun levensstijl. Kern van het programma vormt een netwerk van meer dan vijftig correspondenten over de hele wereld.
De presentatie is in handen van Stef Biemans. Het programma wordt uitgezonden op NPO 2. De afleveringen zijn tevens vrijwel direct na de uitzending online te bekijken op NPO Start. De losse items worden geüpload op YouTube.
Op 14 mei 2009 won de website van het televisieprogramma Metropolis de Zilveren Prichettprijs. In 2010 kreeg Metropolis de Nederlandse persprijs De Tegel in de rubriek Nieuws.

## Afleveringen

### Seizoen 2022
| Aflevering | Uitzenddatum    | Titel                   |
| ---------- | --------------- | ----------------------- |
| 1          | 2 januari 2022  | Schermtijd              |
| 2          | 9 januari 2022  | Lange leve de Bieb      |
| 3          | 16 januari 2022 | Gelukkig Fitjaar        |
| 4          | 23 januari 2022 | Mijn boom en ik         |
| 5          | 30 januari 2022 | Liefde op late leeftijd |

### Seizoen 2021
| Aflevering | Uitzenddatum     | Titel               |
| ---------- | ---------------- | ------------------- |
| 1          | 10 januari 2021  | Schuld en boete     |
| 2          | 17 januari 2021  | Dry January         |
| 3          | 24 januari 2021  | Praten met de doden |
| 4          | 31 januari 2021  | Zorghelden          |
| 5          | 7 februari 2021  | Nooit met pensioen  |
| 6          | 14 februari 2021 | Mijn valentijn      |
| 7          | 21 februari 2021 | Juffen en meesters  |
| 8          | 28 februari 2021 | Uit de kast         |
| 9          | 21 maart 2021    | Mijn nieuwe thuis   |
| 10         | 28 maart 2021    | Boze Boeren         |

### Seizoen 2020
| Aflevering | Uitzenddatum     | Titel             |
| ---------- | ---------------- | ----------------- |
| 1          | 18 oktober 2020  | Donald Trump      |
| 2          | 25 oktober 2020  | Illegale feestjes |
| 3          | 1 november 2020  | Bezorgers         |
| 4          | 8 november 2020  | Huidhonger        |
| 5          | 15 november 2020 | Tiny house        |
| 6          | 22 november 2020 | Milieustrijders   |
| 7          | 6 december 2020  | Fitgirls          |

### Seizoen 2015
| Aflevering | Uitzenddatum  | Titel                                                 |
| ---------- | ------------- | ----------------------------------------------------- |
| 1          | 12 maart 2015 | Is het nog wel leuk om moslim te zijn?                |
| 2          | 19 maart 2015 | Wat windt de wereld op?                               |
| 3          | 26 maart 2015 | Hoe is het om te doden?                               |
| 4          | 2 april 2015  | Wat wil je aan je lichaam veranderen?                 |
| 5          | 9 april 2015  | Integreren, hoe doen ze dat in de rest van de wereld? |
| 6          | 16 april 2015 | Wat doet de wereld op vrijdagavond?                   |
| 7          | 23 april 2015 | Superfoods, hebben ze die in de hele wereld?          |
| 8          | 30 april 2015 | Wat is jouw beloofde land?                            |

### Seizoen 2014
| Aflevering | Uitzenddatum      | Titel                            |
| ---------- | ----------------- | -------------------------------- |
| 1          | 31 juli 2014      | Metropolis’ ruige reisgids (1/2) |
| 2          | 7 augustus 2014   | Metropolis’ ruige reisgids (2/2) |
| 3          | 28 augustus 2014  | Condooms                         |
| 4          | 4 september 2014  | Wiet                             |
| 5          | 18 september 2014 | Ex-criminelen                    |
| 6          | 25 september 2014 | De motor                         |
| 7          | 2 oktober 2014    | De kinderwens                    |
| 8          | 9 oktober 2014    | Het varken                       |
| 9          | 16 oktober 2014   | Feest                            |
| 10         | 23 oktober 2014   | Poep                             |
| 11         | 30 oktober 2014   | Tatoeages                        |
| 12         | 6 november 2014   | Personeel                        |
| 13         | 13 november 2014  | Het orgasme                      |

### Seizoen 2013/2014
| Aflevering | Uitzenddatum     | Titel      |
| ---------- | ---------------- | ---------- |
| 1          | 21 november 2013 | De bus     |
| 2          | 28 november 2013 | Vagina     |
| 3          | 5 december 2013  | Fitness    |
| 4          | 12 december 2013 | In bad     |
| 5          | 19 december 2013 | Rotbeesten |
| 6          | 9 januari 2014   | Bloot      |
| 7          | 16 januari 2014  | Uit elkaar |
| 8          | 23 januari 2014  | Leraren    |
| 9          | 30 januari 2014  | Mode       |
| 10         | 6 februari 2014  | Chocolade  |

### Seizoen 2013
| Aflevering | Uitzenddatum  | Titel          |
| ---------- | ------------- | -------------- |
| 1          | 25 april 2013 | Reclame        |
| 2          | 2 mei 2013    | Bruidjes       |
| 3          | 9 mei 2013    | Dansen         |
| 4          | 16 mei 2013   | Goud           |
| 5          | 23 mei 2013   | Vrije vrouwen  |
| 6          | 30 mei 2013   | Politie        |
| 7          | 6 juni 2013   | Zwarte schapen |
| 8          | 13 juni 2013  | De kus         |

### Seizoen 2012/2013
| Aflevering | Uitzenddatum     | Titel       |
| ---------- | ---------------- | ----------- |
| 1          | 6 december 2012  | Kippen      |
| 2          | 13 december 2012 | Roken       |
| 3          | 20 december 2012 | Bekeren     |
| 4          | 27 december 2012 | Wapens      |
| 5          | 3 januari 2013   | Gokken      |
| 6          | 10 januari 2013  | Auto’s      |
| 7          | 17 januari 2013  | Mijn huis   |
| 8          | 24 januari 2013  | De penis    |
| 9          | 31 januari 2013  | Heavy Metal |
| 10         | 7 februari 2013  | Blind zijn  |

### Seizoen 2012
| Aflevering | Uitzenddatum     | Titel                |
| ---------- | ---------------- | -------------------- |
| 1          | 5 juli 2012      | Borsten              |
| 2          | 12 juli 2012     | Homoseksualiteit     |
| 3          | 19 juli 2012     | Op zoek naar de ware |
| 4          | 26 juli 2012     | Overgewicht          |
| 5          | 2 augustus 2012  | Tanden               |
| 6          | 9 augustus 2012  | Downsyndroom         |
| 7          | 16 augustus 2012 | De telefoon          |
| 8          | 23 augustus 2012 | Jonge ouders         |

### Seizoen 2011/2012
| Aflevering | Uitzenddatum     | Titel             |
| ---------- | ---------------- | ----------------- |
| 1          | 22 december 2011 | Masturbatie       |
| 2          | 29 december 2011 | Dood              |
| 3          | 5 januari 2012   | Baby’s            |
| 4          | 12 januari 2012  | Haar              |
| 5          | 19 januari 2012  | Dierenliefhebbers |
| 6          | 26 januari 2012  | Afkicken          |
| 7          | 9 februari 2012  | Verzet            |
| 8          | 16 februari 2012 | Pubers            |
| 9          | 23 februari 2012 | Relatieadvies     |
| 10         | 1 maart 2012     | Buren             |

### Seizoen 2011
| Aflevering | Uitzenddatum | Titel          |
| ---------- | ------------ | -------------- |
| 1          | 22 juni 2011 | Hygiëne        |
| 2          | 23 juni 2011 | De zon         |
| 3          | 30 juni 2011 | Vrije tijd     |
| 4          | 7 juli 2011  | Verleiding     |
| 5          | 14 juli 2011 | Luizenbaantjes |
| 6          | 21 juli 2011 | Overspel       |
| 7          | 28 juli 2011 | Succes         |
| 8          | 11 augustus  | School         |

### Seizoen 2010/2011
| Aflevering | Uitzenddatum     | Titel                 |
| ---------- | ---------------- | --------------------- |
| 1          | 18 november 2010 | Die tijd van de maand |
| 2          | 25 november 2010 | Eindelijk volwassen   |
| 3          | 2 december 2010  | Alcohol               |
| 4          | 9 december 2010  | Liefdesverdriet       |
| 5          | 16 december 2010 | Gevaar                |
| 6          | 23 december 2010 | Kerstmannen           |
| 7          | 6 januari 2011   | Eeuwige jeugd         |
| 8          | 13 januari 2011  | Ik hou van Holland    |

### Seizoen 2010
| Aflevering | Uitzenddatum  | Titel                   |
| ---------- | ------------- | ----------------------- |
| 1          | 3 maart 2010  | Seksuele voorlichting   |
| 2          | 20 maart 2010 | Therapie                |
| 3          | 27 maart 2010 | Vrijgezel               |
| 4          | 3 april 2010  | Monogamie               |
| 5          | 10 april 2010 | Opvoeden                |
| 6          | 17 april 2010 | Vroeger was alles beter |
| 7          | 24 april 2010 | Echte mannen            |
| 8          | 1 mei 2010    | Conflicten              |
| 9          | 8 mei 2010    | Straf                   |
| 10         | 15 mei 2010   | Het WK voetbal          |

### Seizoen 2009 – najaar
| Aflevering | Uitzenddatum     | Titel            |
| ---------- | ---------------- | ---------------- |
| 1          | 9 oktober 2009   | Probleemwijken   |
| 2          | 16 oktober 2009  | Zware jongens    |
| 3          | 24 oktober 2009  | Rechtspraak      |
| 4          | 31 oktober 2009  | Vaders en zonen  |
| 5          | 6 november 2009  | Nieuwsjagers     |
| 6          | 13 november 2009 | Eigen volk eerst |
| 7          | 21 november 2009 | Reisverleiders   |
| 8          | 28 november 2009 | Girlpower        |
| 9          | 5 december 2009  | Milieustrijders  |
| 10         | 12 december 2009 | Michael Jackson  |

### Seizoen 2009 – voorjaar
| Aflevering | Uitzenddatum  | Titel                |
| ---------- | ------------- | -------------------- |
| 1          | 22 maart 2009 | Dating               |
| 2          | 29 maart 2009 | Crisis               |
| 3          | 5 april 2009  | Drugs                |
| 4          | 12 april 2009 | Jezus                |
| 5          | 19 april 2009 | Jongeren en seks     |
| 6          | 26 april 2009 | Het perfecte lichaam |
| 7          | 3 mei 2009    | Krasse knarren       |
| 8          | 10 mei 2009   | Dieren               |
| 9          | 17 mei 2009   | Genezen              |
| 10         | 24 mei 2009   | Op de barricaden!    |
| 11         | 31 mei 2009   | Status               |

### Seizoen 2009 – winter
| Aflevering | Uitzenddatum     | Titel                         |
| ---------- | ---------------- | ----------------------------- |
| 1          | 10 januari 2009  | Alles over het beste van 2008 |
| 2          | 17 januari 2009  | Het gat in de markt           |
| 3          | 24 januari 2009  | Wereldchinezen                |
| 4          | 6 februari 2009  | Het leger                     |
| 5          | 14 februari 2009 | Happy together                |
| 6          | 20 februari 2009 | De mooiste dag van je leven   |
| 7          | 28 februari 2009 | Waar lacht de wereld om?      |
| 8          | 7 maart 2009     | Prostitutie                   |

### Seizoen 2008 – najaar
| Aflevering | Uitzenddatum      | Titel                 |
| ---------- | ----------------- | --------------------- |
| 1          | 13 september 2008 | Hondenbanen           |
| 2          | 20 september 2008 | God is hot            |
| 3          | 27 september 2008 | De jongensdroom       |
| 4          | 4 oktober 2008    | Hondenleven           |
| 5          | 11 oktober 2008   | In de gevangenis      |
| 6          | 18 oktober 2008   | Schoonheidsidealen    |
| 7          | 25 oktober 2008   | Op pad met de politie |
| 8          | 1 november 2008   | Amerika en de wereld  |
| 9          | 8 november 2008   | De wereld over seks   |
| 10         | 15 november 2008  | Homo zijn in…         |

### Seizoen 2008 – voorjaar
| Aflevering | Uitzenddatum  | Titel                   |
| ---------- | ------------- | ----------------------- |
| 1          | 4 april 2008  | Overgewicht             |
| 2          | 11 april 2008 | Sweet fifteen           |
| 3          | 18 april 2008 | Verkeerschaos           |
| 4          | 25 april 2008 | De een zijn dood        |
| 5          | 2 mei 2008    | Taxi                    |
| 6          | 9 mei 2008    | Elvis leeft             |
| 7          | 16 mei 2008   | Het spel of de knikkers |
| 8          | 23 mei 2008   | Buitenstaanders         |
| 9          | 6 juni 2008   | Bijgeloof               |